# Kill Me, Heal Me
Kill Me, Heal Me (hangul: 킬미, 힐미; RR: Kilmi, Hilmi) är en sydkoreansk TV-serie som sändes på MBC från 7 januari till 12 mars 2015. Ji Sung, Hwang Jung-eum, Park Seo-joon, Oh Min-suk och Kim Yoo-ri spelar i huvudrollerna.

## Rollista (i urval)
- Ji Sung - Cha Do-hyun
- Hwang Jung-eum - Oh Ri-jin
- Park Seo-joon - Oh Ri-on
- Oh Min-suk - Cha Ki-joon
- Kim Yoo-ri - Han Chae-yeon